# 삼성 아티브 탭 7
삼성 아티브 탭 7(Samsung Ativ Tab 7, 과거 명칭: 삼성 아티브 스마트 PC 프로/Samsung Ativ Smart PC Pro)은 삼성이 제조한 11.6 인치(19 cm)의 태블릿이다. 아티브 탭 7은 2012년 8월 29일 베를린의 IFA 2012에서 발표되었으며 듀얼 코어 1.8 GHz 인텔 코어 i5 - 3337U 프로세서를 갖추고 있으며, 윈도우 8 운영 체제를 구동한다.
윈도우 8 통합은 대체적으로 호의적인 평가를 받았다. 또, 가벼운 디자인, S-펜 포함, 하이엔드 장치 기준의 전반적인 성능 등 아티브 탭 7 자체에 대해서도 긍정적인 평가를 받았다.

## 하드웨어
아티브 탭 7의 디자인은 더 작은 형태의 안드로이드 기반 기기(예: 갤럭시 탭 2 10.1 및 갤럭시 노트 10.1)와 상대적으로 비슷하며 플라스틱과 유리를 혼합하여 사용한다. 마이크로 HDMI 포트, 마이크로SD 슬롯, 풀 사이즈 USB 포트가 이 디자인에 결합되어 있으며, 볼륨 로커(volume rocker), 전원 단추, 헤드폰 잭이 상단에 위치해 있다. 물리 윈도우 버튼은 화면 아래에 직접적으로 위치해 있다. 충전 포트와 독 단자는 하단에 위치해 있다. 아티브 탭 7은 1920x1080 해상도의 11.6인치의 LED 풀 HD 디스플레이를 사용한다. 이 태블릿은 128 또는 256 GB의 내부 스토리지로 구매가 가능하며 외부 마이크로SD 카드를 통해 확장할 수 있다.

## 같이 보기
- 윈도우 8 장치 목록
- 삼성 아티브